# سلطنت‌طلب
یک سلطنت طلب از یک پادشاه خاص به عنوان رئیس دولت برای یک پادشاهی خاص یا یک سلسله خاص حمایت می کند. به طور انتزاعی، این مقام سلطنت طلبی است. این از پادشاهی خواهی متمایز است که طرفدار یک نظام حکومتی سلطنتی است اما نه لزوماً یک پادشاه خاص. اغلب، اصطلاح سلطنت طلب به حامی یک رژیم فعلی یا رژیمی که اخیراً برای تشکیل جمهوری سرنگون شده است، اطلاق می شود.

## درانگلستان
- جنگ رزها، نبرد خاندان یورک علیه خاندان لنکستر
- در جنگ‌های داخلی انگلستان، سلطنت‌طلب‌ها یا شوالیه‌ها از پادشاه چارلز اول (و بعد پادشاه چارلز دوم) حمایت کردند.
- جاکوبیت‌ها هوادار بازگشت جیمز دوم انگلستان بودند که بعدها این حرکت به انقلاب باشکوه وی انجامید.
- ویلیامیت‌ها و نارنجی‌پوشان هوادار ویلیام دوم انگلستان علیه «جمیز دوم انگلستان» بودند.
- در حال حاضر نیز، هدف «حزب سلطنت‌طلب بریتانیای کبیر» حفاظت از نقش پادشاه و ملکه در سیاست بریتانیا است.

## درفرانسه
- مشروعه‌ خواهان که پشتیبان «قانون سالیک» بودند.
- «هوادارن اورلئان» که در اواخر قرن هجدهم و اوایل قرن نوزدهم میلادی، از شاخه اورلئان خاندان سلطنتی فرانسه حمایت می‌کردند. این خاندان در انقلاب ژوئیه تبدیل به خاندان حاکم بر فرانسه شد.
- بناپارتیست‌ها، از پادشاهی ناپلئون بناپارت پشتیبانی می‌کردند.

## درپرتغال
- «میگوئلیستا»، هواداران «میگل یکم»

## دراسپانیا
- «کارلیست‌ها»، مشروعه‌خواهان اسپانیایی
- «سلطنت‌طلبان (انقلاب آمریکایی‌های اسپانیایی‌تبار)»، حامیان امپراتوری اسپانیا در زمان «جنگ‌های استقلال آمریکا از اسپانیا». ر.ک.

## درچین
- «بائوهوانگ هو» در اواخر دوران دودمان چینگ، سازمانی حامی طرفداران تغییرات امپراتور گوانگشو و هوادار پادشاهی مشروطه بود که با قوانین محافظه‌کارانه مخالف تغییرات، مخالفت می‌کرد اما در نهایت امر، «لیگ متحد چین» موفق به ساقط کردن امپراتوری و جایگزینی آن با جمهوری چین شد.

## درایران
پس از سرنگونی نظام پادشاهی به واسطه انقلاب ۱۳۵۷ به طرفداران نظام پیشین عنوان سلطنت طلب داده شد. به مرور زمان طرفداران سلطنت پهلوی در احزاب و سازمان‌های مختلف جمع شدند. هدف بیشتر این احزاب و سازمان برقراری نظام پادشاهی به سلطنت خانواده پهلوی و رضا پهلوی است. برخی از این احزاب عبارتند از:
- حزب مشروطه ایران (لیبرال دموکرات)[۱]
- فرشگرد
- حزب پان ایرانیست